# La Barceloneta (Llofriu)
El veïnat de la Barceloneta és un dels quatre barris que conformen la població de Llofriu, al municipi de (Palafrugell). Els altres tres són el veïnat de l'Estació, el nucli antic de Llofriu i el barri de Roma. Aquest sector té una superfície d'1,63 km² i una població de 118 habitants l'any 2023.

## Història
El barri de la Barceloneta de Llofriu es va començar a crear amb petites masies orientades de sud a nord, com la dels Estanyol, construïda el 1794. Probablement hi ha masies o construccions més antigues.
N'hi ha una altra, el Mas Perich o Peric, que data del 1800. Cap al 1870, aquesta localitat va quedar partida en dos a causa de la construcció del carrilet que anava de la Bisbal d'Empordà a Palamós. Aquest tram es va inaugurar el 1878. Els anys vuitanta del segle passat, la població del barri es va duplicar, amb noves construccions, algunes de les quals ara ja estan legalitzades. Recentment s'han construït tres promocions de cases que es calcula que podran allotjar més de trenta nous veïns.

## Economia
La Barceloneta és una població de pas, i és per això que en aquest veïnat hi ha dos tipus d'economia: una de basada en el sector de serveis i l'altra fonamentada en el sector purament agrari. És un veïnat que té bars, un restaurant, un taller mecànic, un quiosc, un forn de pa i una botiga de roba. També hi ha granges i diversos conreus que proveeixen aliment tant per a consum humà com animal. També va haver-hi un camp de tir, situat al camí anomenat, precisament, del Camp de Tir.

## Geografia
Aquest sector està situat al nord de Llofriu i tot el seu territori és molt pla, tret de la zona oest, que és més muntanyosa, ja que es tracta de la part més baixa del massís de les Gavarres. Té una superfície aproximada d'1,63 km² i una població estable d'uns 130 habitants, que a l'estiu poden augmentar fins a uns 250.

## Béns singulars
- Can Paulí: masia situada al paratge de Molló, una zona de plana a tocar del nucli de la Barceloneta. La façana nord limita amb el terme municipal de Torrent.
- Can Pont: d'estil popular, és una masia situada al paratge de Molló, una zona de plana a tocar del nucli de la Barceloneta. La façana nord limita amb el terme municipal de Torrent.
- Can Sabrià: és una masia situada al paratge de Molló, dins del sector de la Barceloneta, al costat del camí Vell de Torrent.
- Can Frigola: és una masia del paratge de Molló, dins del sector de la Barceloneta, al costat del camí Vell de Torrent.

- Can Paulí
- Can Pont
- Can Sabrià
- Can Frigola